# ВК Левски Волей
ВК Левски София  е български волейболен клуб. Отборът играе домакинските си мачове в зала „Левски София“. Преименува се от „Левски Сиконко“ на „Левски Волей“ през 2011 г. През 2014 г. клубът е преименуван на Левски София. Женският волейболен клуб на Левски е най-успешният клуб в България.

## Успехи

### Мъже
- 17 пъти шампион на България

1945, 1959, 1980, 1985, 1992, 1997, 1999, 2000, 2001, 2002, 2003, 2004, 2005, 2006, 2009, 2024, 2025
- 18 пъти носител на купата на България

1960, 1966, 1968, 1972, 1980, 1983, 1987, 1989, 1996, 1997, 2000, 2001, 2003, 2004, 2006, 2012, 2014, 2025
- 2 пъти Суперкупа на България по волейбол мъже 2023, 2024
- 1 път Купа „Атаро Клима“ 2008
- Купа на носителите на купи на Европа по волейбол
  -  Финалист: 1975, 1979, 1982, 1985, 1987, 1989

### Жени
- 29 пъти шампион на България:

1959, 1961, 1962, 1963, 1964, 1965, 1966, 1967, 1970, 1971, 1972, 1973, 1974, 1975, 1976, 1977, 1980, 1981, 1984, 1990, 1996, 1997, 1998, 1999, 2001, 2002, 2003, 2009, 2014
- 27 пъти носител на Купа на България:

1959, 1960, 1961, 1966, 1967, 1970, 1972, 1973, 1974, 1978, 1980, 1987, 1990, 1991, 1992, 1994, 1997, 1998, 1999, 2001, 2002, 2003, 2005, 2006, 2009, 2014, 2016
- Шампионска лига по волейбол
  -  Победител: 1964
    -  Финалист: 1975, 1976, 1981